# Excorallana subtilis
Excorallana subtilis is een pissebed uit de familie Corallanidae. De wetenschappelijke naam van de soort is voor het eerst geldig gepubliceerd in 1890 door Hansen.